# James Brown
James Joseph Brown (n. 3 mai 1933 - d. 25 decembrie 2006) a fost un cântăreț american.
El mai este cunoscut și sub numele de Soul Brother Number One, the Godfather of Soul, Universal James, Mr. Dynamite și The Hardest Working Man in Show Business. Ca un prolific lider de formație, compozitor, producător și cântăreț, James Brown a fost o verigă foarte importantă în evoluția stilurilor gospel, R&B, soul și funk. Și-a lăsat amprenta și asupra altor genuri, cum ar fi rock, jazz, reggae, disco, dance și electronică, precum și în hip-hop.
Patru albume de-ale lui James Brown au apărut în lista Rolling Stone Magazine din 2003 „the 500 greatest albums of all time”:

## Biografie

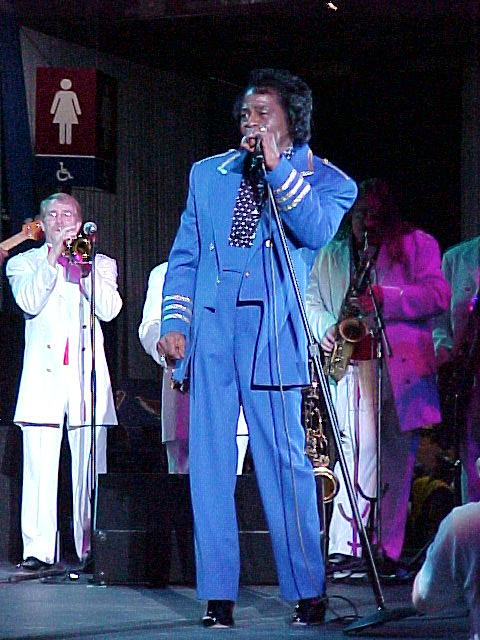
James Brown

În copilărie James Brown ajuta la întreținerea familiei culegând bumbac pe câmpurile din apropierea casei și lustruind papuci în oraș. În timpul liber cânta în împrejurimile orașului și se ocupa cu mici fărădelegi. La 16 ani este trimis la centrul de reabilitare pentru minori din Toccoa, fiind acuzat de jaf armat. Aici îl întâlnește pe Bobby Byrd a cărui familie îl ajută să iasă din detenție. După trei ani petrecuți în spatele gratiilor, James Brown nu mai avea voie să se întoarcă în Augusta sau în Richmond County, asta fiind una din condițiile eliberării. Își concentrează atenția asupra sportului – mai întâi încearcă box-ul la care renunță, apoi baseball la care renunță după o accidentare la picior.
La începutul anilor 50 își începe și cariera în muzică alături de sora lui Bobby Byrd, Sarah, în grupul “The Gospel Starlinghters”. În cele din urmă intră în trupa lui Bobby, “The Avons”. Numele grupului se schimbă în “The Famous Flames” și semnează un contract cu King Records. Primul lui hit a fost "Please, Please, Please", scos în 1956 sub titulatura "James Brown with the Famous Flames". Piesa se vinde în peste un milion de copii și ajunge pe locul 5 în topul de R&B. După alte 9 piese ce nu au avut succes, casa de discuri era gata să renunțe la el, însă în 1958 revine cu "Try Me", piesă ce ocupă locul 1 în topul de R&B. În tot acest timp James preia controlul asupra trupei și transformă “The Famous Flames” în trupa sa de acompaniament. Cu toate că era celebru în sudul Statelor Unite, cu o prezență bună în topul 10 de R&B, James Brown nu era încă recunoscut pe plan național. Toate acestea se schimbă odată cu lansarea albumului “Live at the Apollo” în 1963. În 1965 va lansa piesele "Papa's Got a Brand New Bag" și "I Got You (I Feel Good)", hituri după care este recunoscut și astăzi.
James Brown este artistul cu cele mai multe piese din topul Billboard Hot 100 și deține un record destul de ciudat: nu a ajuns niciodată pe locul 1 în acest top. O altă ciudățenie o reprezintă sprâncenele lui, care sunt de fapt tatuaje.
A decedat la 25 decembrie 2006, la vârsta de 73 de ani, în urma unei pneumonii.

## Discografie
Albume notorii
- Live at the Apollo (1963) (#25)
- In the Jungle Groove (1986) (#330)
- Star Time (1991) (#79)
- 20 All-Time Greatest Hits! (1991) (#414)
- Get on the Good Foot (1972)
- The Payback (1973)
- Hell (1974)

Single-uri populare
- "Papa's Got a Brand New Bag" (1965) (#72)
- "I Got You" (1965) (#78)
- "It's a Man's Man's Man's World" (1966) (#123)
- "Please, Please, Please" (1956) (#142)
- "Say It Loud - I'm Black and I'm Proud" (1968) (#305)
- "Get Up (I Feel Like Being a) Sex Machine" (1970) (#326)

## Filmografie
- The T.A.M.I. Show (1964) (film concert)
- Ski Party (1965)
- James Brown: Man to Man (1968) (film concert)
- The Phynx (1970)
- Black Caesar (1973) (soundtrack doar)
- Slaughter's Big Ripoff (1974) (soundtrack doar)
- The Blues Brothers (1980)
- Doctor Detroit (1983)
- Rocky IV (1985)
- James Brown: Live in East Berlin (1989)
- The Simpsons (1993)
- When We Were Kings (1996) (documentar)
- Soulmates (1997)
- Blues Brothers 2000 (1998)
- Holy Man (1998)
- portrayed by Carlton Smith in Liberty Heights (1999)
- Undercover Brother (2002)
- The Tuxedo (2002)
- The Hire: Beat The Devil (2002) (scurtmetraj)
- Sesame Street (1999-2009)
- Paper Chasers (2003) (documentar)
- Soul Survivor (2003) (documentar)
- Sid Bernstein Presents... (2005) (documentar)
- Glastonbury (2006) (documentar)
- Life on the Road with Mr. and Mrs. Brown (2007) (documentar)
- Live at the Boston Garden: 5 aprilie 1968 (2008) (film concert)
- I Got The Feelin': James Brown in the '60s, three-DVD set featuring Live at the Boston Garden: 5 aprilie 1968, Live at the Apollo '68, and the documentary The Night James Brown Saved Boston
- Soul Power (2009) (documentar)
- Get on Up (2014)